# Jazz Contrasts
Jazz Contrasts — студійний альбом американського джазового трубача Кенні Доргема, випущений у 1957 році лейблом Riverside.

## Опис
Одними з найкращих сесій трубача Кенні Доргема були сесії, записані ним в якості соліста на лейблі Riverside у 1950-х роках. Цей альбом не дуже довгий (41 хвилина), однак містить декілька важливих записів. Три з композицій («Falling in Love with Love» і 12-хвилинна версія «I'll Remember April» і власна «La Villa») Доргем виконує у складі зіркового квінтету з тенор-саксофоністом Сонні Роллінсом, піаністом Генком Джонсом, басистом Оскаром Петтіфордом і ударником Максом Роучем. Три інші композиції (на одній з них «My Old Flame» також є Роллінс) з арфісткою Бетті Глеманн сповнені лірицизму Доргема.

## Список композицій
1. «Falling in Love with Love» (Лоренц Гарт, Річард Роджерс) — 9:14
2. «I'll Remember April» (Джин ДеПол, Патрісія Джонстон, Дон Рей) — 12:07
3. «Larue» (Кліффорд Браун) — 4:31
4. «My Old Flame» (Сем Кослоу, Артур Джонстон) — 5:25
5. «But Beautiful» (Джеймс Ван Гейзен, Джонні Берк) — 2:44
6. «La Villa» (Кенні Доргем, Джиджі Грайс) — 5:12

## Учасники запису
- Кенні Доргем — труба
- Сонні Роллінс — тенор-саксофон (1, 2, 4, 6)
- Генк Джонс — фортепіано
- Оскар Петтіфорд — контрабас
- Макс Роуч — ударні
- Бетті Глеманн — арфа (3—5)

Технічний персонал
- Оррін Кіпньюз — продюсер
- Джек Хіггінс — інженер
- Кіт Гудвін — текст